# 10867 Lima
10867 Lima è un asteroide della fascia principale. Scoperto nel 1996, presenta un'orbita caratterizzata da un semiasse maggiore pari a 2,6489933 UA e da un'eccentricità di 0,0252601, inclinata di 5,59361° rispetto all'eclittica.